# Lectorium Rosicrucianum

Simbolo del Lectorium Rosicrucianum

Il Lectorium Rosicrucianum è un movimento spirituale internazionale di esoterismo cristiano. Viene compreso tra i nuovi movimenti religiosi.
Venne fondato nel 1935 nei Paesi Bassi dagli esoteristi di ispirazione gnostico-cristiana Jan van Rijckenborgh, suo fratello Zwier Willem Leene e Catharose de Petri. Propone una forma moderna di gnosi cristiana basata sulle idee e sul simbolismo del "Rosacrocianesimo", le credenze dei Catari e altre forme di pensiero mistico–religioso come l'ermetismo e l'alchimia.
Dopo la persecuzione da parte dei nazisti durante la seconda guerra mondiale, il Lectorium Rosicrucianum conta circa 15.000 membri soprattutto in Europa (Germania, Paesi Bassi, Francia, Spagna Italia) ed è presente in altri 33 paesi del mondo.

## Storia
Nel 1924, i fratelli Jan e Wim Leene aderirono al movimento americano Rosicrucian Fellowship, fondato nel 1909 da Max Heindel, dal quale si distaccarono poi nel 1935 per fondare un movimento indipendente sotto il nome di Rozenkruisers Genootschap ("Società Rosacrociana"). Ciononostante, gli stessi fondatori fissarono la data ufficiale di costituzione del Lectorium Rosicrucianum il 24 agosto del 1924, in Haarlem. Dopo la morte di Wim Leene nel 1938, Jan Leene e Henny Stok-Huyser scrissero i testi che avrebbero resa pubblica la dottrina del gruppo, usando i loro nomi d'anima: rispettivamente Jan van Rijckenborgh e Catharose de Petri. Rijckenborgh cominciò pubblicando un commento alle sette lettere menzionate nel libro biblico dell'Apocalisse e lo intitolò Dei Gloria Intacta.
Durante la seconda guerra mondiale il gruppo fu perseguitato dai Nazisti; nel 1945 riprese l'attività pubblica istituendo la Scuola della Rosacroce d'Oro (Lectorium Rosicrucianum). Nel 1954 i due fondatori incontrarono in Francia Antonin Gadal, una figura importante del movimento del rinascimento cataro. Grazie all'opera di Gadal, nel 1957 si costituì ufficialmente il ramo francese del Lectorium Rosicrucianum con Gadal come presidente; il gruppo guidato acquistò un terreno nella località di Ussat-les-Bains per organizzare conferenze e incontri, istituendo anche un museo. Negli ultimi anni della sua vita, tuttavia, Gadal prese le distanze dal LR.
Nel 1968
J. van Rijckenborgh morì, nominando suo figlio Henk Leene come suo legittimo successore secondo il volere della Fratellanza. In breve tempo emersero però diverse tensioni che portarono infine Henk Leene a lasciare la scuola con un gruppo di seguaci per creare una
propria organizzazione, Comunità Esoterica di Sivas. Prese il suo posto Catharose de Petri.
Nel 1970 Catharose de Petri si ritirò
dalla direzione della scuola per potersi dedicare completamente al lavoro
spirituale.  Da quel momento la scuola fu guidata da una direzione
spirituale di sette persone e E.T. Hamenlink-Leene, la figlia di J. Van
Rijkenborgh.  Alcuni mesi prima della sua morte nel 1989 Catharose de
Petri ampliò la direzione spirituale internazionale a 12 membri.

## Classificazione del movimento
Il LR è stato definito come una "Scuola cristo-centrica dei Misteri " che dichiara di essersi ispirata agli "antichi misteri cristiani" (I Catari, il Graal, i Rosacroce) e di essere la custode di tali insegnamenti. Massimo Introvigne ha definito il LR come un "Cristianesimo gnostico e dualistico" non classificabile come movimento New Age, ma in grado di trovare adesioni nei movimenti di questo tipo. Nel suo statuto, la sezione francese afferma che il suo obiettivo è "la diffusione dei Misteri della Rosa-Croce, della Gnosi e del Santo Graal", e che non riconosce come strumenti di liberazione "la magia, la medianità e tutte le pratiche occulte o astrologiche".

## Dottrina
L'insegnamento del LR si basa soprattutto sul Nuovo Testamento (specialmente il Vangelo di Giovanni e l'Apocalisse, ma anche i testi cosiddetti Vangeli apocrifi), il catarismo, il Corpus Hermeticum, lo gnosticismo dualistico dei primi secoli dell'era cristiana e la letteratura tedesca della prima corrente rosacrociana, incluso Paracelso.

### I due Ordini di Natura
Il LR propone una "versione particolare del Cristianesimo Gnostico", che include tra i pilastri del suo insegnamento il concetto dei "due ordini di natura": il primo è quello della natura ordinaria che include la sfera materiale densa e quella sottile dei disincarnati (detta anche aldilà); tutto, in questo ordine naturale, è soggetto al ciclo delle incarnazioni, delle nascite e delle morti; il secondo, è un ordine naturale spirituale, il mondo dell'Origine, il "Regno divino". Il primo dominio di esistenza è il mondo del perituro, dell'apparire, brillare e sparire, indicato dal Lectorium Rosicrucianum come "dialettica"; il secondo è il mondo dell'imperituro, o "statica", che nella Bibbia è chiamato il 'Regno dei Cieli'. Un ultimo vestigio, una Scintilla divina o Rosa del Cuore di quest'Ordine spirituale è presente, allo stato latente, addormentato, nel cuore.

### Risveglio del Cristo Interiore
Uno degli obiettivi del Lectorium Rosicrucianum è di informare tutti coloro che ne hanno l'esigenza sulla sorgente di ciò che si percepisce come senso indefinito di puro desiderio e di ardente aspirazione, chiarendo, in seguito all'ascolto di questo richiamo, la necessità del ritorno all'Ordine di natura divino. Questo ritorno avviene attraverso un processo di «rinascita dallo spirito» (Giovanni 3:8), che fu insegnato, per esempio, da Gesù Cristo a Nicodemo. Si chiarisce, inoltre, perché questo processo di rinascita, o trasfigurazione sia reso possibile attraverso una «morte giornaliera», come la chiama l'apostolo Paolo (1 Cor. 15:31). Ciò che muore è la vecchia natura, la coscienza dell'Io; ciò che si risveglia è la natura divina, il Cristo interiore. Il Lectorium Rosicrucianum propone un insegnamento per comprendere questo processo, e anche un supporto per i suoi membri nei loro sforzi per realizzarlo nelle loro vite.
Secondo gli autori Fahlbusch e Bromiley (The Encyclopedia of Christianity, vol. 4), Rijckenborgh ha insegnato che Cristo non è mai venuto sulla terra e la sua morte sacrificale è un insegnamento frainteso; essi pensano che questo possa portare i membri del LR a lasciare la Chiesa istituzionale. Qualora li si volesse leggere approfonditamente, i suggerimenti e gli insegnamenti di Jan van Rijckenborgh non hanno questa finalità specifica. Secondo la visione di Jan van Rijckenborgh, Gesù fu un allievo dell'Ordine iniziatico degli Esseni.

### Trasfigurismo
Si ritiene che l'insegnamento della Trasfigurazione proposto dal Lectorium Rosicrucianum sia imbevuto degli insegnamenti di tutte le grandi religioni. Per esempio, nella Bibbia, i concetti dei due Ordini di natura, del Principio divino nel cuore umano, e del cammino della Trasfigurazione, possono essere rintracciati nelle citazioni "Il mio Regno non è di questo mondo" (Giovanni 18:36), "il Regno di Dio è dentro di te" (Luca 17:21) ed "Egli deve crescere, Io devo diminuire" (Giovanni 3:30).

### L'essere umano come microcosmo
Un altro concetto rosacrociano fondamentale è l'idea dell'essere umano come "microcosmo" o "mondo in miniatura", un sistema di veicoli visibili ed invisibili circondato da un campo magnetico e legato ad un "firmamento microcosmico", o "lipika". Questa idea è in accordo con l'assioma ermetico "come in alto così in basso".

### Le tappe della trasfigurazione
Il cammino della trasfigurazione comprende cinque tappe principali:
- Comprensione della reale natura di questo dominio di esistenza terrestre ed esperienza del richiamo interiore del ritorno all'Ordine di natura divino.
- Autentica aspirazione alla salvezza/liberazione.
- Abbandono dello stato di coscienza-ego in favore della Scintilla divina interiore, per realizzare il processo di salvezza/liberazione.
- Un nuovo approccio alla vita, adottato e seguito spontaneamente sotto la guida della Scintilla divina interiore. Le principali caratteristiche di questo nuovo approccio alla vita si trovano anche descritte nel Nuovo Testamento, nel Discorso della Montagna.
- Compimento/Manifestazione: il Risveglio (o Resurrezione) nel campo di vita del Mondo Originale.

## Organizzazione
Il Lectorium Rosicrucianum ha una casa editrice nei Paesi Bassi, la Rozekruis Pers, che ha al suo attivo un'ampia gamma di pubblicazioni, dai libri dei fondatori, anche tradotti in varie lingue, ai libri di autori che trattano di tematiche Rosacrociane; pubblica, inoltre, in diverse lingue una rivista chiamata Pentagramma. Le pubblicazioni della Rozekruis Pers sono principalmente in lingua tedesca e olandese. Il Lectorium Rosicrucianum dichiara di essere una comunità religiosa e ha ottenuto il riconoscimento di questo status nei Paesi Bassi, Spagna e Ungheria.

## Diffusione
In tutto il mondo, il LR conta circa 15000 allievi/e e sostenitori/trici. Circa 8000 di loro si trovano in Europa.